# 133
Cette page concerne l'année 133  du calendrier julien. Pour l'année 133 av. J.-C., voir 133 av. J.-C. Pour le nombre 133, voir 133 (nombre).
L'année 133 est une année commune qui commence un mercredi.

## Événements
- 1er janvier : Marcus Antonius Hiberus et Publius Mummius Sisenna, consuls romains. À la fin de son office, Sisenna est envoyé en Bretagne pour remplacer Julius Severus, transféré en Judée pour combattre la révolte de Bar Kokhba[1].

## Naissances en 133
- 30 janvier : Didius Julianus (ou 137).
- Athénagoras d'Athènes.

## Décès en 133
- Épictète, philosophe grec.